# Patryk Mikita
Patryk Mikita (ur. 28 grudnia 1993 w Warszawie) – polski piłkarz występujący na pozycji napastnika.

## Kariera klubowa

### Początki kariery
Mikita rozpoczął swoją karierę w wieku 11 lat w zespole Polonii Warszawa, skąd latem 2005 roku trafił do Agrykoli Warszawa.

### Legia Warszawa
W 2012 roku był bliski przenosin do Pogoni Szczecin, ostatecznie jednak 17 lipca podpisał kontrakt z Legią Warszawa. Początkowo występował tylko w drużynie Młodej Ekstraklasy, z którą w sezonie 2012/13 zdobył młodzieżowe Mistrzostwo Polski. Na początku 2013 roku Mikita trafił na testy do szkockiego St. Mirren, jednak po krótkim okresie powrócił do Legii.
Przed sezonem 2013/2014 Mikita został przesunięty do pierwszego zespołu oraz podpisał swój pierwszy zawodowy kontrakt, wiążący go z klubem na dwa kolejne lata. 20 lipca 2013 roku zadebiutował w barwach pierwszej drużyny podczas wygranego 5:1 ligowego spotkania z Widzewem Łódź, w którym to meczu zanotował także swoje premierowe trafienie oraz zaliczył dwie asysty. 27 sierpnia Mikita rozegrał swój pierwszy mecz w europejskich pucharach, zaś Legia zremisowała 2:2 z rumuńską Steauą Bukareszt. Po obiecującym początku, Mikita stał się tylko rezerwowym i potrzebował bardziej regularnej gry.

### Widzew Łódź
18 lutego 2014 roku został do końca sezonu wypożyczony do Widzewa Łódź, drużyny, którą pogrążył w pierwszej kolejce ligowej. RTS-owi miał pomóc w utrzymaniu się na najwyższym poziomie rozgrywkowym. W barwach Widzewa wystąpił w siedmiu meczach Ekstraklasy oraz dwóch spotkaniach rezerw, na poziomie III ligi, nie zdobywając żadnej bramki. Sezon zakończył się degradacją łódzkiego klubu, bowiem RTS zajął 15. miejsce w tabeli.

### Dolcan Ząbki
21 lipca 2014 roku Mikita został ponownie wypożyczony ze stołecznej drużyny i tym razem powędrował do Dolcanu Ząbki. Legia zastrzegła sobie możliwość sprowadzenia zawodnika zimą, jednak z tej opcji nie skorzystała. Pierwszą i zarazem jedyną bramkę dla zespołu spod Warszawy zdobył 9 sierpnia 2014 roku w spotkaniu przeciwko swojemu poprzedniemu klubowi, Widzewowi Łódź. Gol ten dała remis podopiecznym Marcina Sasala. W całym sezonie 17-krotnie pojawił się na I-ligowych boiskach, w tym 9 razy od pierwszych minut. Po zakończeniu rozgrywek 2014/2015 piłkarz powrócił do stołecznej drużyny. Jego kontrakt z Legią Warszawa, kończący się z dniem 30 czerwca nie został przedłużony, w związku z czym Mikita od lipca 2015 roku stał się wolnym zawodnikiem.

### Chojniczanka Chojnice
Na początku września 2015 roku Mikita przebywał w Szkocji, gdzie trenował z występującym w tamtejszej ekstraklasie Hamilton Academical. Kontrakt z zespołem z Wysp Brytyjskich nie został jednak podpisany i zawodnik wrócił do Polski. 15 października 2015 roku piłkarz związał się umową z I ligową Chojniczanką Chojnice, gdzie miał zastąpić Tomasza Mikołajczaka, który w meczu z Wisłą Płock zerwał więzadła krzyżowe. Mikita w nowym zespole zadebiutował dwa dni później, w potyczce ligowej z GKS Katowice, w 70 minucie zmieniając Andrzeja Rybskiego. Pierwszego gola w drużynie z Chojnic zdobył 28 października 2015 roku, ponownie w meczu przeciwko Legii Warszawa. Spotkanie odbyło się w ramach 1/4 finału Pucharu Polski, a Chojniczanka ostatecznie przegrała 1:2. W rundzie jesiennej sezonu 2015/2016 wystąpił łącznie w 9 spotkaniach, zdobywając jedną bramkę. Władze klubu postanowiły podpisać nową umowę z zawodnikiem do końca sezonu z opcją przedłużenia na kolejny rok.

## Kariera reprezentacyjna
5 czerwca 2013 roku Mikita zadebiutował w reprezentacji Polski do lat 20 podczas przegranego 1:6 meczu Turnieju Czterech Narodów z Włochami. 14 sierpnia 2013 roku w wygranym 2:0 spotkaniu towarzyskim z Litwą zdobył swoją pierwszą bramkę w barwach zespołu U-20.
10 czerwca 2013 roku zanotował pierwszy występ w kadrze do lat 21, która przegrała wówczas 2:4 z Norwegią.

## Statystyki kariery klubowej
(aktualne na dzień 2 czerwca 2018)
| Klub                  | Sezon              | Liga               | Liga  | Liga   | Puchar Polski | Puchar Polski | Europa | Europa | Suma  | Suma   |
| Klub                  | Sezon              | Liga               | Mecze | Bramki | Mecze         | Bramki        | Mecze  | Bramki | Mecze | Bramki |
| --------------------- | ------------------ | ------------------ | ----- | ------ | ------------- | ------------- | ------ | ------ | ----- | ------ |
| Legia Warszawa        | 2013/14 j          | Ekstraklasa        | 11    | 1      | 0             | 0             | 4      | 0      | 15    | 1      |
| Widzew Łódź (wyp.)    | 2013/14 w          | Ekstraklasa        | 7     | 0      | 0             | 0             | –      | –      | 7     | 0      |
| Dolcan Ząbki (wyp.)   | 2014/15            | I liga             | 17    | 1      | 0             | 0             | –      | –      | 17    | 1      |
| Chojniczanka Chojnice | 2015/16            | I liga             | 20    | 2      | 2             | 1             | –      | –      | 22    | 3      |
| Chojniczanka Chojnice | 2016/17            | I liga             | 15    | 1      | 3             | 1             | –      | –      | 18    | 2      |
| Siarka Tarnobrzeg     | 2017/18 j          | II liga            | 13    | 4      | 0             | 0             | –      | –      | 13    | 4      |
| Radomiak Radom        | 2017/18 w          | II liga            | 14    | 1      | 0             | 0             | –      | –      | 14    | 1      |
| Ogólnie w karierze    | Ogólnie w karierze | Ogólnie w karierze | 97    | 10     | 5             | 2             | 4      | 0      | 106   | 12     |

## Statystyki kariery reprezentacyjnej
(aktualne na dzień 20 lutego 2014)
| Mecze i gole w reprezentacji | Mecze i gole w reprezentacji | Mecze i gole w reprezentacji | Mecze i gole w reprezentacji | Mecze i gole w reprezentacji | Mecze i gole w reprezentacji | Mecze i gole w reprezentacji | Mecze i gole w reprezentacji | Mecze i gole w reprezentacji |
| #                            | Data                         | Reprezentacja                | Miejsce                      | Przeciwnik                   | Rezultat                     | Gole                         | Rozgrywki                    |                              |
| ---------------------------- | ---------------------------- | ---------------------------- | ---------------------------- | ---------------------------- | ---------------------------- | ---------------------------- | ---------------------------- | ---------------------------- |
| 1.                           | 5 czerwca 2013               | U-20                         | Fermo, Włochy                | Włochy U-20                  | 1:6                          |                              | Turniej Czterech Narodów     |                              |
| 2.                           | 14 sierpnia 2013             | U-20                         | Suwałki, Polska              | Litwa U-20                   | 2:0                          | Gol                          | Mecz towarzyski              |                              |
| 3.                           | 15 listopada 2013            | U-20                         | Płock, Polska                | Szwajcaria U-20              | 4:0                          | Gol · Gol                    | Turniej Czterech Narodów     |                              |
| 4.                           | 19 listopada 2013            | U-20                         | Łęczna, Polska               | Niemcy U-20                  | 0:1                          |                              | Turniej Czterech Narodów     |                              |
| 1.                           | 10 czerwca 2013              | U-21                         | Fredrikstad, Norwegia        | Norwegia U-21                | 2:4                          |                              | Mecz towarzyski              |                              |

## Sukcesy

### Legia Warszawa
- Młoda Ekstraklasa (1): 2012/13
- Mistrz Polski (1x): 2013/2014